# Ben Rosenfield
Ben Rosenfield, född 1 augusti 1992 i Montclair i New Jersey, är en amerikansk skådespelare. Han har medverkat i bland annat filmerna 6 Years, A Most Violent Year, Irrational Man, Song One och Greetings from Tim Buckley. Han har även spelat rollen som "Willie Thompson" i TV-serien Boardwalk Empire.